# ISO 3166-2:LU
ISO 3166-2:LU è uno standard ISO che definisce i codici geografici delle suddivisioni del Lussemburgo; è un sottogruppo dello standard ISO 3166-2.
I codici coprono i 12 cantoni del Lussemburgo e sono formati da LU- (sigla ISO 3166-1 alpha-2 dello Stato), seguito da due lettere.

## Codici
| Codice | Cantone          |
| ------ | ---------------- |
| LU-CA  | Capellen         |
| LU-CL  | Clervaux         |
| LU-DI  | Diekirch         |
| LU-EC  | Echternach       |
| LU-ES  | Esch-sur-Alzette |
| LU-GR  | Grevenmacher     |
| LU-LU  | Lussemburgo      |
| LU-ME  | Mersch           |
| LU-RD  | Redange          |
| LU-RM  | Remich           |
| LU-VD  | Vianden          |
| LU-WI  | Wiltz            |